# Gunung Tujuh
Gunung Tujuh är ett berg i Indonesien. Det ligger i den västra delen av landet, 800 km nordväst om huvudstaden Jakarta. Toppen på Gunung Tujuh är 2 269 meter över havet. Gunung Tujuh ligger vid sjön Danau Gunungtujuh.
Terrängen runt Gunung Tujuh är bergig åt sydväst, men åt nordost är den kuperad.  Trakten runt Gunung Tujuh är nära nog obefolkad, med mindre än två invånare per kvadratkilometer. Det finns inga samhällen i närheten. I omgivningarna runt Gunung Tujuh växer i huvudsak städsegrön lövskog.